# Serguéi Furgal
Serguéi Ivánovich Furgal ([foor-GAHL]; en ruso: Серге́й Ива́нович Фурга́л; Poyarkovo, Amur, RSFS de Rusia, 12 de febrero de 1970) es un político ruso que se desempeñó como gobernador del Krai de Jabárovsk desde 2018 hasta su arresto y destitución en 2020. En respuesta a su arresto, ampliamente considerado como motivado políticamente, se llevaron a cabo protestas masivas infructuosas en la región pidiendo su liberación. En febrero de 2023, Furgal fue condenado a 22 años de prisión tras un veredicto de culpabilidad del jurado por doble asesinato.
Furgal fue anteriormente miembro de la Duma Estatal de 2007 a 2018. Es miembro del Partido Liberal Democrático de Rusia.

## Biografía
Furgal tiene un título en medicina del Instituto Médico Estatal de Blagovéshchensk de la última etapa soviética y ejerció esta profesión en la recién reinstaurada Federación de Rusia de 1992 a 1999.
En 2008, Furgal recibió el Diploma Honorario del Presidente de la Duma Estatal por sus contribuciones al desarrollo de la legislación y el parlamentarismo en Rusia.
En la VI Duma Estatal ocupó el cargo de presidente del comité de protección de la salud de octubre de 2015 a octubre de 2016. De 2005 a 2007 fue diputado temporal de la Duma Legislativa del Krai de Jabárovsk. Tiene una maestría en Economía de la Academia Rusa de Servicio Público, y una licenciatura en el campo médico de la Academia Médica Estatal de Amur.

## Presidencia de Jabárovsk

### Elección
Cuando Furgal anunció su candidatura en las elecciones para gobernador de 2018, se consideró que tenía pocas posibilidades de victoria, ya que se esperaba que ganara el titular Viacheslav Shport . Sin embargo, en la primera ronda, Furgal obtuvo un sorprendente 35,81 %, mientras que Shport quedó en un 35,62 %. En la segunda vuelta, Furgal fue elegido gobernador del Krai de Jabárovsk de forma aplastante, obteniendo el 69,57 % de los votos. Su victoria se atribuyó en gran medida al sentimiento antisistema compartido tanto en la izquierda como en la derecha del espectro político. Según The Moscow Times, «los votantes de la región con mentalidad protestante en aquel entonces estaban dispuestos a votar por cualquiera con el fin de derrotar al candidato respaldado por el régimen... Putin había respaldado personalmente al titular, Viacheslav Shport, por lo que la negativa de Furgal a abandonar la carrera fue visto como imperdonable».
Furgal asumió el cargo el 28 de septiembre de 2018. Desde entonces, su partido ha ganado varias elecciones estatales y locales con la ayuda del voto inteligente de Alekséi Navalni, el Partido Liberal Democrático de Rusia (LDPR por sus siglas en inglés) obtuvo una mayoría en la Duma Legislativa del Krai de Jabárovsk, la Duma Municipal de Jabárovsk, la Duma Municipal de Komsomolsk del Amur y dos escaños en la Duma Estatal en 2019.

## Arresto y juicio
El 9 de julio de 2020, Furgal fue arrestado por autoridades federales acusado de participar en múltiples asesinatos de varios empresarios en la región y territorios cercanos en 2004 y 2005. Se enfrentaba a una pena máxima de cadena perpetua. Furgal negó las acusaciones.
Las protestas en apoyo de Furgal comenzaron después de su arresto. Se estima que el 11 de julio, decenas de miles de personas participaron en las protestas en Jabárovsk contra el arresto de Furgal con lemas contra el presidente Putin, alegando que el momento del arresto tenía motivaciones políticas: Furgal ganó por abrumadora mayoría contra el candidato del Kremlin en Jabárovsk en las elecciones para gobernador el Krai en 2018. Si bien la manifestación no estuvo autorizada, no se realizaron arrestos y la policía no intervino.
Posteriormente, Furgal fue reemplazado por Mijaíl Degtiariov el 20 de julio. Dos legisladores regionales de Jabárovsk optaron por abandonar el LDPR en protesta por el despido de Furgal.
Según el Financial Times, un empleado de la administración presidencial rusa dijo bajo condición de anonimato que: «El objetivo fijado para mis colegas era reducir el índice de aprobación del gobernador Furgal y prepararlo para la derrota electoral. Comenzaron a trabajar en Furgal ahora porque no cumplieron el plan de clasificación: era demasiado popular. El arresto no se trata de asesinatos, se trata únicamente de política».
En mayo de 2022, el juicio de Furgal comenzó en el Tribunal Municipal de Liúbertsi en el Óblast de Moscú, donde fue acusado de intento de asesinato y de haber ordenado dos asesinatos en 2004 y 2005, en los que se enfrentaba a cadena perpetua; Furgal rechazó cualquier implicación y calificó el caso de motivación política. En noviembre, Furgal inició una huelga de hambre mientras continuaba su juicio.
El 2 de febrero de 2023, el jurado dictó veredicto de culpabilidad por doble asesinato. Tras el veredicto se celebró una pequeña protesta en la plaza Lenin de Jabárovsk. El 8 de febrero, el fiscal del Estado solicitó 23 años de prisión tras el veredicto del jurado. El 10 de febrero, el tribunal condenó a Furgal a 22 años en una colonia de régimen estricto. Otros tres acusados también fueron condenados.

## Familia
Furgal es el menor de 10 hermanos de su familia. Uno de sus hermanos, Viacheslav (1953-2020), miembro de la Duma Legislativa del Krai de Jabárovsk, murió de COVID-19 el 13 de junio de 2020. Furgal está casado y tiene 3 hijos. Su hijo, Anton (nacido el 2 de agosto de 1991), también es miembro del LDPR.